# 몽골족
몽골족 또는 몽골계 민족(Mongolic people)은 몽골어족 언어를 사용하는 동아시아계 민족 집단이다. 그들의 조상은 원시 몽골인으로 불리며, 오늘날 가장 큰 규모의 몽골족 집단은 몽골인이다. 몽골어족 계열의 언어를 사용하는 사람들은 지리적으로 넓은 지역에 분포되어 있지만 서로 유전적 친화도가 높으며, 고대 동아시아인들과의 연속성을 보인다.

## 서지
- Janhunen, 편집. (2003). 《The Mongolic languages》. Routledge Language Family Series. London; New York: Routledge. ISBN 978-0-7007-1133-8.
- Nimaev, Daba (2011). 《Монгольские народы: Этническая история и современные этнокультурные процессы》 [The Mongolic Peoples: Ethnic History and Contemporary Ethnocultural Processes] (러시아어). Lambert Academic Publishing. ISBN 978-3843324403.
- (러시아어). OLMA Media Group [Natalia Zhukovskaia Natalia Zhukovskaia] |url= 값 확인 필요 (도움말). |제목=이(가) 없거나 비었음 (도움말)